# Brook (Indiana)
Pour les articles homonymes, voir Brook.
Brook est une municipalité américaine située dans le comté de Newton en Indiana. Lors du recensement de 2010, sa population est de 997 habitants.

## Géographie
Brook se trouve dans le nord-ouest de l'Indiana entre Chicago et Lafayette. Elle est située à quelques kilomètres au nord de la rivière Iroquois.
Selon le Bureau du recensement des États-Unis, la municipalité s'étend sur 0,67 mille carré (1,74 km2), dont environ 0,01 mille carré (0,03 km2) d'étendues d'eau.

## Histoire

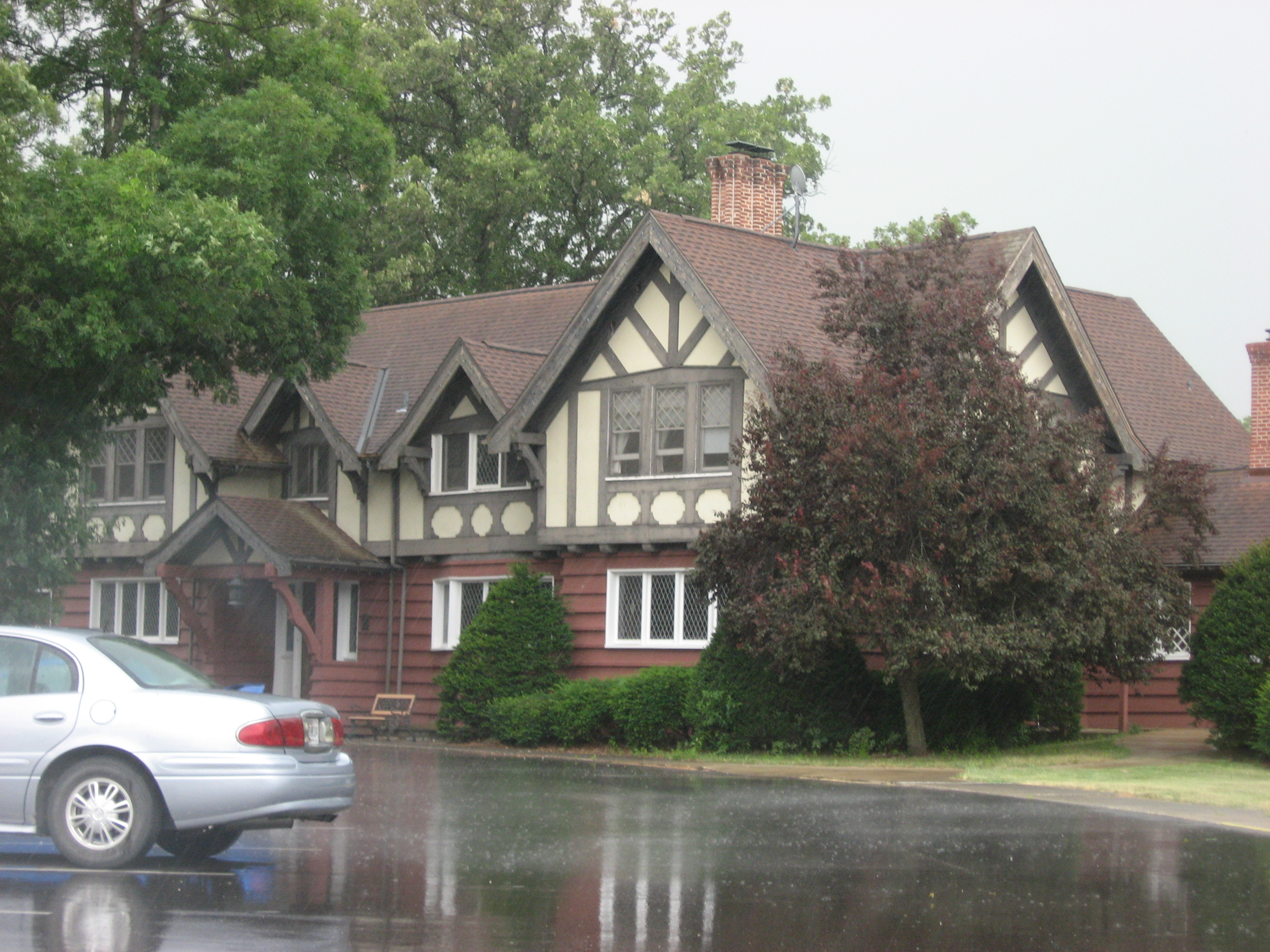
La maison de George Ade.

Brook est fondée en 1856 par S. H. Benjamin. Elle doit son nom à deux ruisseaux (en anglais : brooks) qui s'écoulent au sud du bourg.
Elle est notamment connue pour avoir été le lieu de villégiature de George Ade (en). Sa propriété de Hazelden, construite à l'est de la ville dans un style Tudor, est inscrite au Registre national des lieux historiques depuis 1976.

## Démographie
Selon l'American Community Survey de 2018, la population de Brook est très majoritairement blanche, avec une importante communauté hispanique. En effet, 16 % de la population déclare parler l'espagnol à la maison. Le taux de pauvreté, de l'ordre de 23 %, est par ailleurs largement supérieur à la moyenne nationale.